# Louise-Adéone Drolling

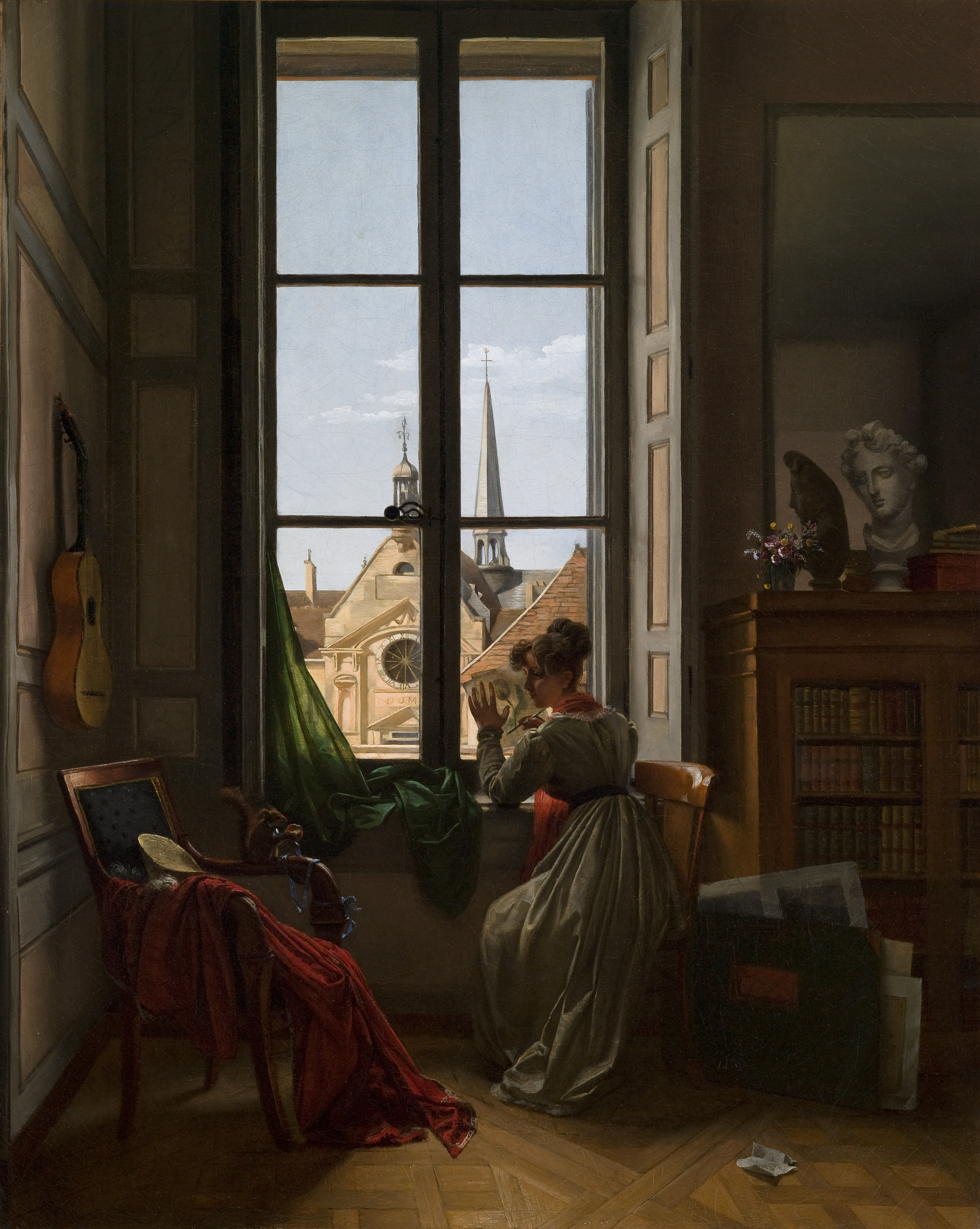
Interior con mujer pintando una flor, 1820-1822.

Louise-Adéone Drolling o Drölling (29 de mayo de 1797 - 30 de marzo de 1834) fue una pintora francesa.
Estudió en el taller de su padre, el pintor Martin Drölling o Michel Martin Drolling.
Puede asociarse a los estilos pictóricos de la época: la pintura neoclásica y el comienzo de la pintura romántica (prerromanticismo).
Se casó dos veces, primero con el arquitecto Pagniére y después con Joubert. Expuso por primera vez en 1821. Alcanzó un notable éxito con sus retratos y sus escenas de género.